# Copa América de Ciclismo de 2001
A Copa América de Ciclismo 2001 foi a primeira edição da Copa América de Ciclismo, que ocorreu no dia 07 de janeiro de 2001 em São Paulo. A Copa América abriu a temporada brasileira de Ciclismo, tomando lugar no autódromo de Fórmula 1 de Interlagos, no circuito de 4.3 quilômetros, em torno do qual a elite masculina percorreu 10 voltas, com vitória de André Grizante.

## Resultados
| Posição | Elite Masculino           | Elite Masculino |
| Posição | Nome                      | Tempo           |
| ------- | ------------------------- | --------------- |
| 1.      | André Grizante            | 51' 06"         |
| 2.      | Murilo Fischer            | m.t.            |
| 3.      | Francisco Belo            | m.t.            |
| 4.      | Valcemar Justino da Silva | m.t.            |
| 5.      | Francisco Henrique        | m.t.            |
| 6.      | Hernandes Cuadri          | m.t.            |
| 7.      | Celso Anderson            | m.t.            |
| 8.      | Doug Ziewacz              | + 1' 00"        |
| 9.      | Márcio May                | + 1' 00"        |
| 10.     | Antônio Nascimento        | + 1' 00"        |